# 京都府道370号佐々里井戸線
京都府道370号佐々里井戸線（きょうとふどう370ごうささりいどせん）は、京都府南丹市から京都市右京区に至る一般府道である。

## 概要
南丹市美山町佐々里から京都市右京区京北井戸町に至る。車両通行不能区間を有する。
南丹市美山町佐々里釜ヶ原から品谷峠を越え、1941年（昭和16年）頃に廃村となった廃村八丁のある京都市右京区京北上弓削町八丁を経て、ソトバ峠を越えて京都市右京区京北小塩町馬場谷に至る区間は山中の徒歩道が府道となっているため、車両での通行はできない（南丹市側の車道は大川上林道にそのまま接続する。また、右京区側の車道末端区間はダートとなっている）。
南丹市美山町佐々里釜ヶ原に佐々里スキー場があったが、現在は閉鎖され、佐々里川の河原部分のみをササリナチュラルランドと称するキャンプ場として活用している。

### 路線データ
- 起点：南丹市美山町佐々里[注釈 1][3]（京都府道38号京都広河原美山線交点）
- 終点：京都市右京区京北井戸町[注釈 2][3]（国道477号交点[4]）
- 重要な経過地：なし[3]

## 歴史
本路線は、道路法（昭和27年法律第180号）第7条の規定に基づいた京都府の一般府道として1959年（昭和34年）に京都府が初めて認定した282路線のうちの1つである佐々里井戸京都線の一部を前身としている。同法第56条の規定に基づき、1976年（昭和51年）の第4次主要地方道指定時に建設省が府道佐々里井戸京都線の一部（井戸・京都間）を京都京北線として主要地方道に指定したのを受け、1977年（昭和52年）に京都府が佐々里井戸京都線を廃止し、新たに佐々里井戸線として認定し、現在に至る。

### 年表
- 1959年（昭和34年）12月18日 - 京都府が佐々里井戸京都線（北桑田郡美山町大字佐々里 - 京都市、重要な経過地：北桑田郡京北町大字井戸、整理番号：一般地方道10号）として府道路線認定[5][注釈 3]。
- 1976年（昭和51年）4月1日 - 建設省が府道佐々里井戸京都線の一部を京都京北線（京都市北区 - 京都府北桑田郡京北町）として主要地方道に指定[6]。
- 1977年（昭和52年）6月9日 - 京都府が主要地方道指定区間を京都京北線として府道路線認定[7]。同日、残部を佐々里井戸線（北桑田郡美山町大字佐々里 - 北桑田郡京北町大字井戸、整理番号：一般地方道291号）として認定し[7]、母体となった佐々里井戸京都線は廃止[8]。
- 1994年（平成6年）4月1日 - 京都府が路線番号を再編（路線認定の一部改正）し、整理番号を一般地方道291号から一般地方道370号に変更[3]。

## 地理

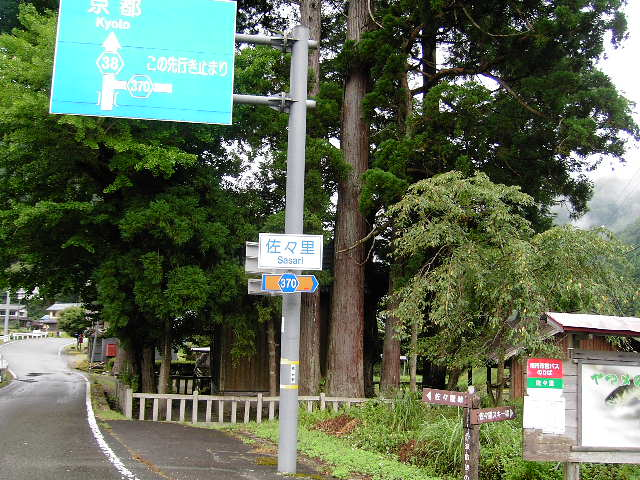
起点となる佐々里、道路標識では「この先行き止まり」になっている

路線認定された1977年（昭和52年）当時は、北桑田郡美山町および同郡京北町を通過する路線であったが、平成の大合併によりそれぞれ南丹市、京都市の一部になった。

### 通過する自治体
- 京都府
  - 南丹市 - 京都市（右京区）

### 交差する道路
| 交差する道路                          | 市町村名 | 市町村名 | 交差する場所 | 交差する場所 |
| ------------------------------------- | -------- | -------- | ------------ | ------------ |
| 京都府道38号京都広河原美山線          | 南丹市   | 南丹市   | 美山町佐々里 | 起点         |
| 通行不能区間                          |          |          |              |              |
| 国道477号 京都府道61号京都京北線 重複 | 京都市   | 右京区   | 京北井戸町   | 終点         |

### 沿線
- 廃村八丁

### 峠
- 品谷峠（南丹市 - 京都市右京区）